# Bellefontaine (Val-d’Oise)
Bellefontaine ist eine französische Gemeinde mit 471 Einwohnern (Stand: 1. Januar 2022) im Département Val-d’Oise in der Region Île-de-France; sie gehört zum Arrondissement Sarcelles und zum Kanton Fosses (bis 2015: Kanton Luzarches). Die Einwohner werden Bellifontains genannt.

## Geographie
Bellefontaine liegt etwa 28 Kilometer nordnordöstlich von Paris. Umgeben wird Bellefontaine von den Nachbargemeinden Luzarches im Norden und Nordwesten, Fosses im Osten, Marly-la-Ville im Osten und Südosten, Puiseux-en-France im Südosten, Châtenay-en-France im Süden, Jagny-sous-Bois im Südwesten sowie Le Plessis-Luzarches im Westen.
Das Gemeindegebiet wird vom Flüsschen Ysieux durchquert. Durch die Gemeinde führt auch die frühere Route nationale 322 (heutige D922).

## Bevölkerungsentwicklung
| Jahr                      | 1962 | 1968 | 1975 | 1982 | 1990 | 1999 | 2006 | 2012 |
| Einwohner                 | 246  | 300  | 314  | 317  | 474  | 485  | 468  | 434  |
| Quelle: Cassini und INSEE |      |      |      |      |      |      |      |      |

## Sehenswürdigkeiten
- Menhir

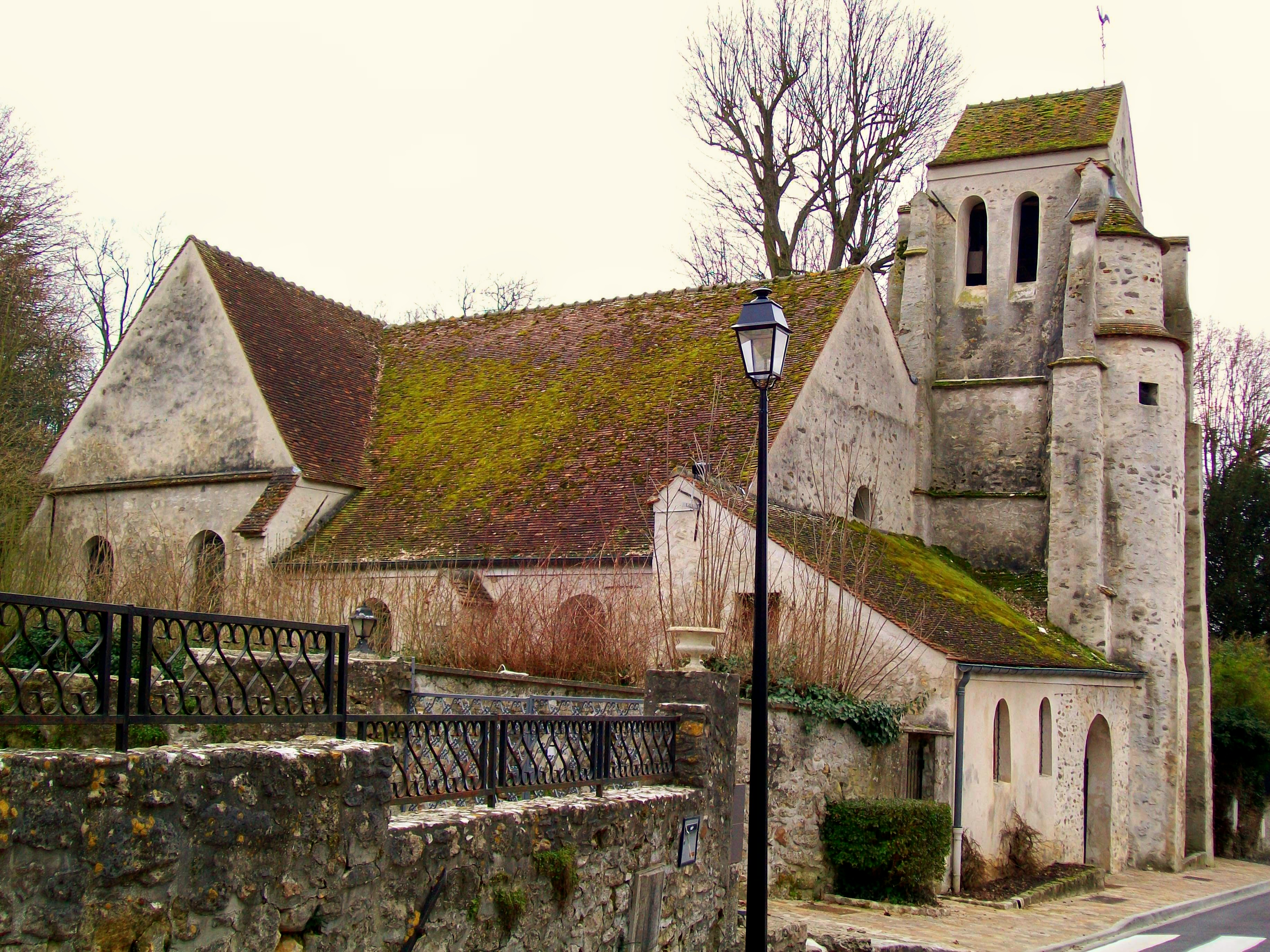
Kirche Saint-Nicolas

- Kirche Saint-Nicolas, im 12. Jahrhundert erwähnt, heutiger Hauptbau wohl weitgehend aus dem 14. Jahrhundert, An- und Umbauten aus dem 19. Jahrhundert
- Schloss Bellefontaine mit Taubenhaus
- Waschhaus